# Бейт-Шемеш
Бейт-Шемеш, (ивр. בית שמש‎ — Дом Солнца) — город в Израиле. Находится в Иерусалимском округе. В 22 км от города находится национальный парк Бейт-Гурвин-Мареша.

## История
Упоминания о поселениях с таким названием встречаются ещё в Ветхом Завете: Бет-Шемеш (Беф-Шемеш; рус. Вефсамис), בית שמש, или Ир-Шемеш, עיר שמש. По меньшей мере упоминаются три различных города под таким названием. Наиболее известным был тот, который находился близ земли Филистимской и на границе уделов Иудина и Данова и считался поэтому принадлежащим то первому, то второму из этих колен, хотя был отдан на жительство священникам (Нав. 21:16). Бет-Шемеш был также местом остановки Ковчега Завета, возвращённого в Израиль после захвата его филистимлянами.
Как показали археологические раскопки в начале XXI века, город находился на самой границе с филистимлянами, однако население города было ханаанским, и пользовалось преимуществами своего приграничного расположения.
Город был разрушен вавилонянами. Поскольку при этом были засыпаны местные источники воды, город не возрождался вплоть до недавнего времени.

## Основание израильского города
Современный Бейт-Шемеш основан 6 декабря 1950 года. Статус города получен в 1991 году.

## Население
По данным Центрального статистического бюро Израиля, население на начало 2020 года составляло 124 957 человек.

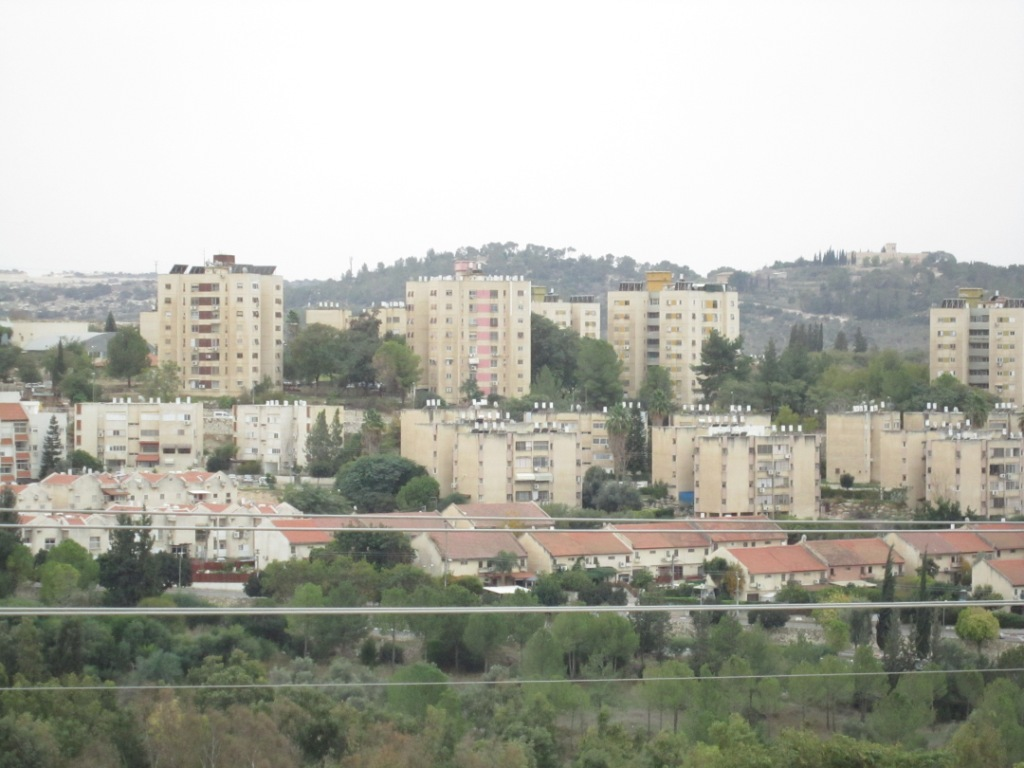
Современный Бейт Шемеш, 2010

Подавляющее большинство жителей (98.0 %) — евреи. Около 22 % населения — репатрианты из бывшего СССР. Согласно данным Центрального статистическое бюро Израиля за 2009 г., Бейт-Шемеш получил оценку 3 из 10 по социально-экономическому развитию, процент получения аттестатов выпускниками школ Бейт-Шемеша 41,5 %, средняя зарплата составляет 5,538 шекелей, в то время как в целом по Израилю 7,070 шекелей.

## Транспорт

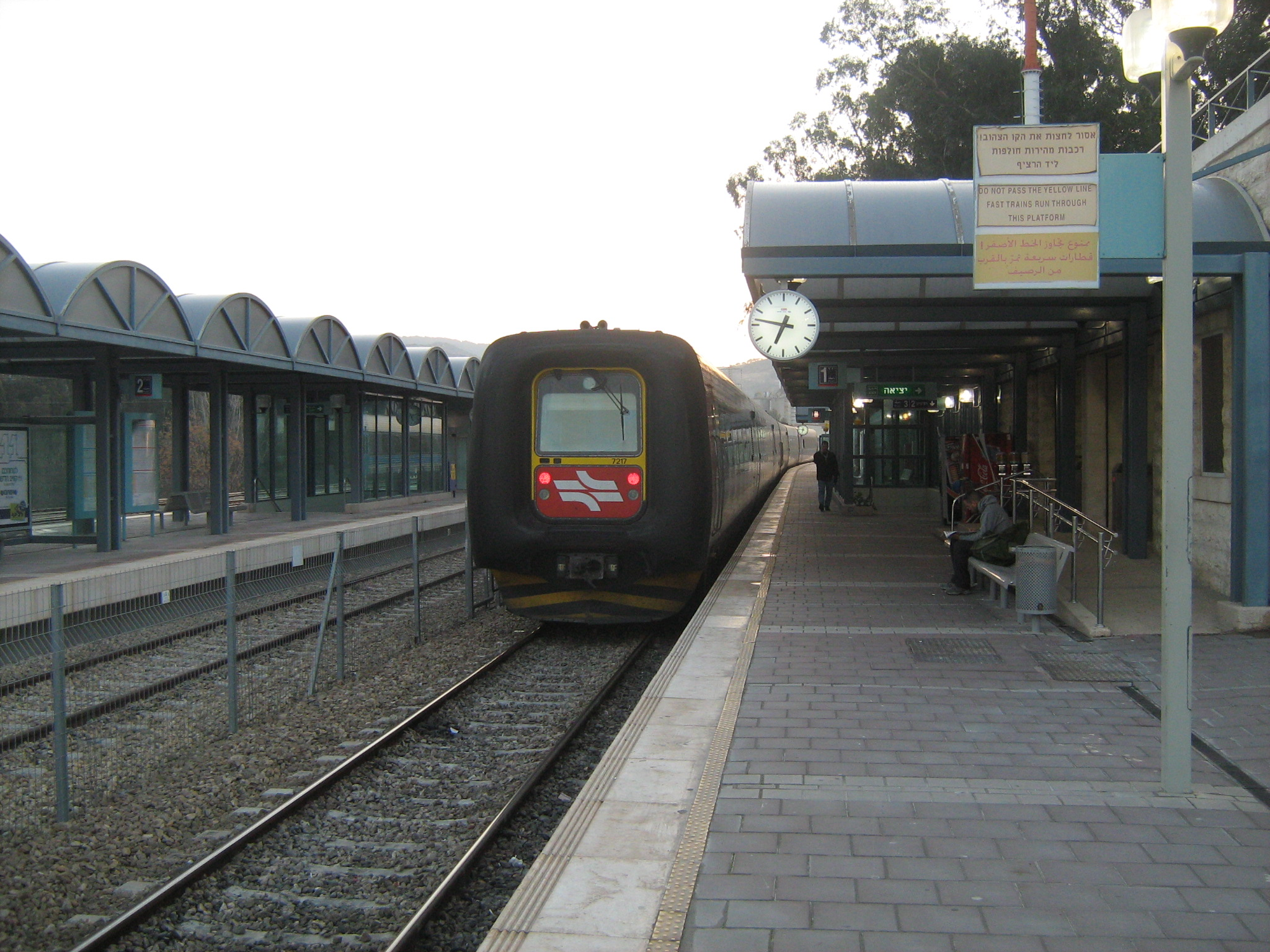
Железнодорожная станция в Бейт-Шемеше.

Имеется железнодорожная станция. Автобусные маршруты соединяют Бейт-Шемеш с Тель-Авивом, Бней-Браком и Иерусалимом.

## Города-побратимы
Бейт-Шемеш имеет отношения со следующими городами-побратимами:
- Коко, Флорида, США
- Ханчжоу, Китай
- Нордхаузен, Тюрингия, Германия
- Ноттингем, Англия, Великобритания
- Рамапо, Нью-Йорк, США
- Сплит, Хорватия
- Джерси-Сити, Нью-Джерси, США[9]